# Gambelia rupicola
Gambelia rupicola är en grobladsväxtart som först beskrevs av T.S. Brandegee, och fick sitt nu gällande namn av David A. Sutton. Gambelia rupicola ingår i släktet Gambelia och familjen grobladsväxter. Inga underarter finns listade i Catalogue of Life.